# Lord Rollo

Wappen der Lords Rollo

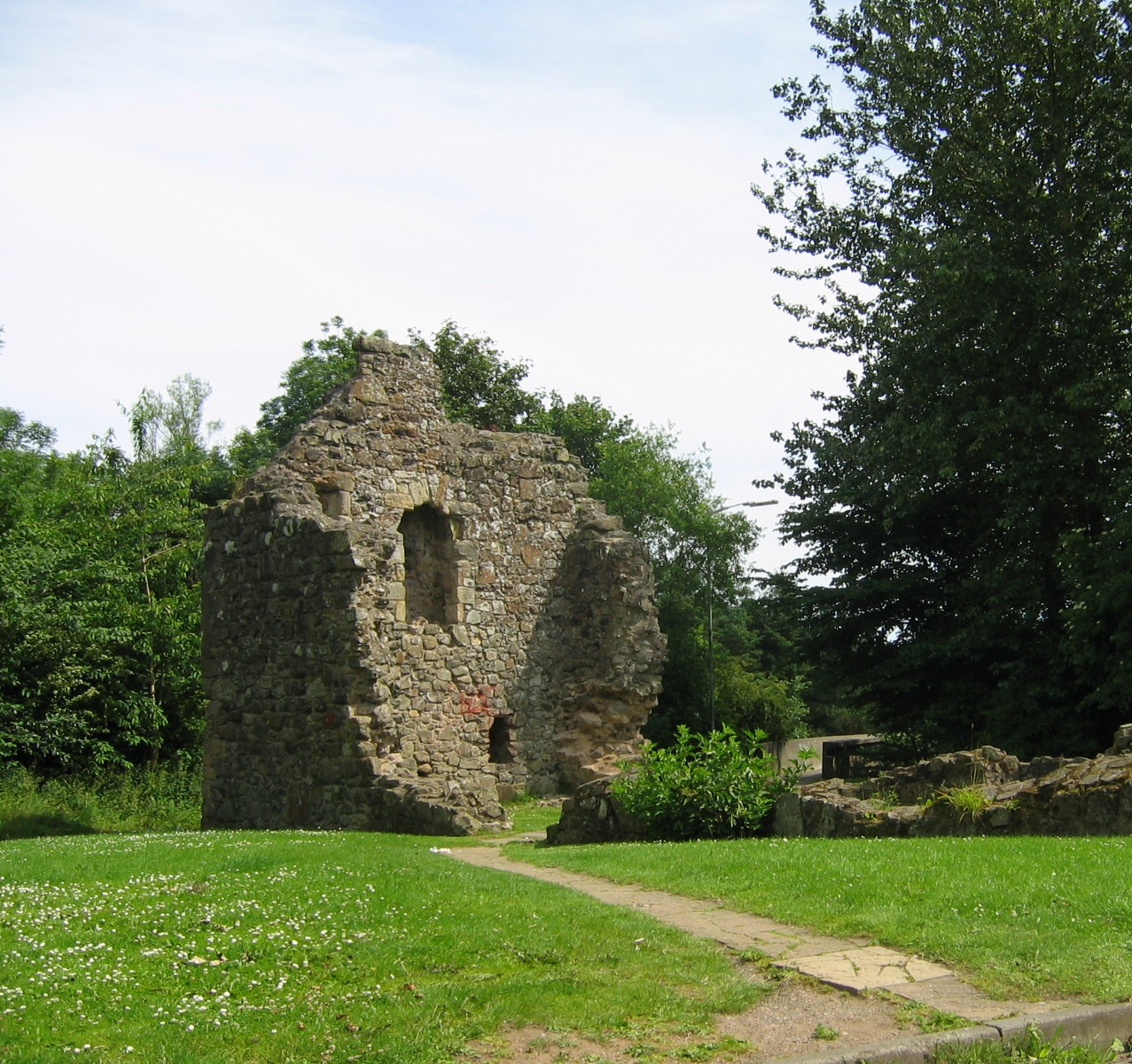
Ruine von Pitcairn House

Lord Rollo, of Duncrub in the County of Perth, ist ein erblicher Adelstitel in der Peerage of Scotland.
Der jeweilige Lord ist erblicher Chief des Clan Rollo.

## Verleihung
Der Titel wurde am 10. Januar 1651 für den schottischen Unterhausabgeordneten Sir Andrew Rollo geschaffen.
Sein Nachfahre, der 10. Lord, wurde am 8. Oktober 1881 in der Peerage of the United Kingdom zum Baron Dunning, of Dunning and Pitcairns in the County of Perth, erhoben. Mit dem Titel war damals ein Sitz im britischen House of Lords verbunden.
Heutiger Titelinhaber ist David Rollo als 14. Lord Rollo und 5. Baron Dunning.
Historischer Familiensitz der Lords war Pitcairns House bei Glenrothes in Fife.

## Liste der Lords Rollo (1651)
- Andrew Rollo, 1. Lord Rollo (1577–1659)
- James Rollo, 2. Lord Rollo (1600–1669)
- Andrew Rollo, 3. Lord Rollo († 1700)
- Robert Rollo, 4. Lord Rollo (um 1680–1758)
- Andrew Rollo, 5. Lord Rollo (um 1703–1765)
- John Rollo, 6. Lord Rollo (1708–1783)
- James Rollo, 7. Lord Rollo (1738–1784)
- John Rollo, 8. Lord Rollo (1773–1846)
- William Rollo, 9. Lord Rollo (1809–1852)
- John Rollo, 10. Lord Rollo (1835–1916)
- William Rollo, 11. Lord Rollo (1860–1946)
- John Rollo, 12. Lord Rollo (1889–1947)
- Eric Rollo, 13. Lord Rollo (1915–1997)
- David Rollo, 14. Lord Rollo (* 1943)

Voraussichtlicher Titelerbe (Heir Apparent) ist der Sohn des aktuellen Titelinhabers James Rollo, Master of Rollo (* 1972).